# Jiří Horák (1950)
Jiří Horák (* 2. května 1950) je bývalý český politik, v letech 1992–1994 primátor Brna.

## Biografie
Vzděláním je elektrotechnický inženýr. V roce 1990 byl předsedou Obvodního národního výboru Brno III. O rok později se stal prvním náměstkem brněnského primátora Václava Mencla. Po jeho odvolání v říjnu 1992 byl právě Jiří Horák, coby člen ODS, zvolen novým primátorem. Během svého působení v úřadě se věnoval především boji proti pragocentrismu a prosazování moravských zájmů, založen byl také brněnský technologický park. Po komunálních volbách v roce 1994 byla primátorkou zvolena Dagmar Lastovecká.
Ve volbách v roce 1996 neúspěšně kandidoval do Senátu v obvodě č. 59 – Brno-město jako nestranický kandidát za hnutí NEZÁVISLÍ.